# Dér Engelbert
Dér Engelbert Márton (Győr, 1787. november 7. – 1823. július 22.) teológiai doktor, tanár, bencés rendi szerzetes.

## Élete
Középiskoláinak végeztével 1804. október 31. a bencések közé lépett. 1808-tól tanár volt Esztergomban; 1811–1814-ben tanulta a teológiát Pesten. 1814. október 2-án pappá szentelték; azután Pannonhalmán az egyháztörténelem és egyházjog tanára lett, 1822-ben pedig helyettes plébános Tárkányban.

## Művei (kéziratban)
- Institutiones theologicae 4-rét 128 l.
- Historia ecclesiastica. 4 kötet
- Chronologia juxta Georgium Frank deducta. 4-rét 88 l.
- Dissertatio de jure dandi dimissorias ad quemcunque episcopum archi-abbati montis Pannoniae